# Manuel Isasa Navarro
Manuel Isasa Navarro (12 de desembre de 1911,? - 24 d'abril del 1938, Terol) fou un militar espanyol de l'arma de Cavalleria que, essent tinent, formà part del grup de militars anomenats Jinetes de Alcalá i que s'avalotà contra el govern de la Segona República Espanyola el 1936 a Mallorca. Els primers mesos de la Guerra Civil participà en la formació de les milícies falangistes, en la repressió de membres i simpatitzants del Front Popular i en la defensa contra el desembarcament de Mallorca per part de tropes republicanes.
El setembre de 1930 ingressà a l'Acadèmia Militar assolint el grau d'alferes el 1933 i el de tinent el 1934.

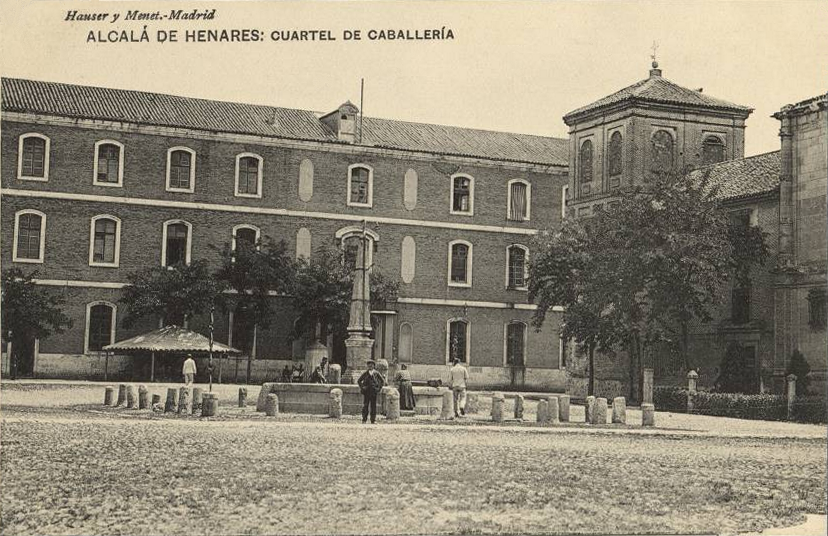
Quarter de Cavalleria del Príncep, dit de san Diego, a Alcalà de Henares,cap el 1912

Formà part dels anomenats Jinetes de Alcalá, un grup de militars de l'arma de Cavalleria adscrits als Regiments de Caçadors de Calatrava, núm. 2, i de Villarrobledo, núm. 3, destinats a Alcalá de Henares, que a finals de juny de 1936 foren confinats al castell de Sant Carles de Palma, Mallorca. El Govern de la Segona República aprofità uns greus incidents entre soldats i membres de partits d'esquerra per fer neteja de conspiradors d'ambdós regiments. Al castell de Sant Carles conegueren al cap de la Falange Española a Mallorca, Alfonso de Zayas, que també estava empresonat i que els posà amb contacte amb els militars que s'havien d'aixecar contra la República. Quan es produí el pronunciament militar del 18 de juliol de 1936, aquests militars es posaren a les ordres dels avalotats. Formà part del grup de militars que atacaren l'estació de ràdio del Port de Sóller. Participà en la formació de les milícies falangistes i en la repressió de membres i simpatitzants del Front Popular (detencions il·legals, tortures i assassinats). També participà en la defensa contra el desembarcament de Mallorca de forces republicanes l'agost de 1936.
Uns mesos després de l'alçament tornà a la península i fou ascendit a capità passant a comandar el 4t batalló de Zamora, núm. 39, amb el qual participà en el front de Terol. En el sector d'Alfambra l'abril de 1938 fou ferit mortalment. El 1939 li concediren la Medalla Militar.